# Nicky Case
Nicky Case (nascida em 11 de setembro de 1994) é uma desenvolvedora de jogos indie canadense, web designer e teórica crítica. Ela desenvolveu sites interativos e videogames online, como Coming Out Simulator, Explorable Explanations, We Become What We Behold e Parable of the Polygons. As obras de Case são caracterizadas por seu objetivo recorrente de "ajudar as pessoas a entender sistemas complexos", apresentando dilemas e potenciais resoluções de maneira filosófica. Case também colaborou com teóricos e acadêmicos como Stefano Gualeni, Vi Hart e Bret Victor.
Além de fazer design de jogos e desenvolvê-los, Case tem sido ativa em seu site e blog, ncase.me, atualizando regularmente suas postagens, contos e histórias em quadrinhos sobre saúde mental, jogos e cultura de mídia, assim como a segurança contra COVID-19, ciências sociais, entre outros. Ela também escreveu postagens educacionais em blogs ensinando matemática, como escrever código e como fazer jogos.

## Carreira
Case começou a desenvolver jogos quando tinha 13 anos de idade por meio da criação de vários jogos de flash independentes na plataforma de mídia Newgrounds. A primeira entrada de Case na indústria de jogos foi um estágio profissional na Electronic Arts (EA), com a ajuda de um jogo de Newgrounds feito por Case (literalmente intitulado :the game:, em português: :o jogo:) que se tornou popular.
Apesar de dizer que a EA era amigável a pessoas LGBT – descrevendo-a como "...à frente do tempo para a aceitação queer" – Case disse que ela foi inspirada a se tornar independente pela maneira como os projetos podem fracassar a qualquer momento na EA. Em 2023, ela criou 42 sites, jogos, vídeos, blogs e outros conteúdos, todos disponíveis em seu site oficial. 

### Primeiros projetos independentes eComing Out Simulator 2014
Por meio de uma plataforma de crowdfunding, a Case financiou seu primeiro projeto independente Nothing To Hide (em português: Nada a Esconder). Durante a criação do projeto, no entanto, Case criou alguns projetos paralelos que acabaram sendo mais bem-sucedidos do que o próprio jogo. O primeiro foi um tutorial instrucional sobre como as sombras funcionavam no jogo, e o segundo foi uma submissão para o Nar8 Game Jam4 para o qual ela criou o Coming Out Simulator 2014. Coming Out Simulator (em português: Simulador de Sair do Armário 2014) contou a história pessoal dela sobre se ela se assumisse bissexual para seus pais e as consequências disto. Porém, ao contrário da realidade, o jogo tinha múltiplos finais, dependendo das escolhas do jogador. A resposta ao jogo foi muito positiva. Ele foi nomeado para a edição de 2015 do Independent Games Festival na categoria de Excelência em Narrativa. Case até recebeu e-mails de indivíduos queers que se identificaram e se sentiram vistos pelo jogo. Esses passos laterais foram sua primeira incursão no design interativo e exploratório.

### Parable of the Polygons
O explicador de sombras também obteve sucesso e chegou à primeira página do site de imagens Imgur, e Case foi abordada pelo designer de interação chamado Bret Victor para participar de um workshop onde ela conheceu Vi Hart, uma YouTuber educativa com foco em matemática. Isso levou a um projeto de colaboração chamado Parable of the Polygons (em português: Parábola dos Polígonos), uma explicação interativa sobre as complicações do preconceito e da discriminação. Ele recebeu uma recepção crítica extremamente positiva, com Joanna Rothkpof de Salon chamando-o de "uma cartilha adorável e eloquente sobre as questões da segregação".
Com o sucesso do explicador de sombras, Parable of the Polygons e de seus jogos interativos subsequentes, Nicky Case começou a realmente construir seu nome como uma designer interativa. A sua missão tornou-se “explorar o meio ainda muito pouco explorado da interatividade”. E ela começou a ajudar outras pessoas nessa busca também, criando o Explorable Explanations (em português: Explicações Exploráveis), uma plataforma onde outras pessoas podiam criar e publicar artigos interativos de todos os tipos e áreas educacionais.

### Adventures with Anxiety
O último lançamento de Case deu um pequeno passo em direção à jogabilidade baseada em sistema e retornou à interatividade mais narrativa do Coming Out Simulator 2014. Adventures with Anxiety (em português: Aventuras com a Ansiedade) representa as próprias lutas de Case para aceitar e lidar com o transtorno de ansiedade. A intenção do jogo era ajudar a ensinar os jogadores a ter um melhor relacionamento consigo mesmos e com outras pessoas.  Em uma entrevista ao Storybench, Case explica que os jogos são seu formato de escolha, assim como um músico usa a música para se expressar. Para Case, "[ela] poderia usar as escolhas do jogo para forçar o jogador a refletir e expressar seus próprios medos mais profundos e então criar um relacionamento mais saudável com esses medos".
Adventures with Anxiety, assim como alguns de seus outros projetos, são de domínio público, e a página dos jogos apresenta o código-fonte completo gratuitamente. Case explica que ela se beneficiou muito dos códigos abertos públicos de outros quando começou a fazer jogos. Ela quer retribuir e estimular outros a fazer jogos também.

### Outras obras
Case lançou Nothing to Hide (em português: Nada a Esconder), um protótipo de jogo furtivo, em 2013. O protótipo de videogame com tema de vigilância / privacidade foi financiado coletivamente e aberto sob uma licensa CC0 no GitHub entre 2013 e 2015.
Em 2016, a Case lançou We Become What We Behold, um jogo sobre imprensa marrom e círculos viciosos.
Em 2017, a Case lançou a apresentação interativa The Evolution of Trust (em português: A Evolução da Confiança). Em uma tentativa de explicar a trégua de Natal e o aumento da desconfiança na sociedade moderna, The Evolution of Trust usa um experimento mental semelhante ao dilema do prisioneiro. À medida que a apresentação avança, os estilos de jogo mais adequados para o experimento são discutidos e o experimento é expandido para incluir fatores como erros humanos e interações repetidas.
Durante a pandemia da COVID-19, Case também lançou um explicativo sobre a propagação da COVID-19 e como ela interage com as medidas de bloqueio, assim como uma história em quadrinhos de conscientização sobre o uso e a necessidade de aplicativos de rastreamento de contato que não sejam de vigilância. 

## Vida pessoal
Case é uma mulher trans e escolheu ser referida em termos de gênero femininos ou neutros. Ela nasceu em Cingapura e se mudou com a família para Vancouver quando era jovem. 

## Links externos
- Sítio oficial de Case
- Explicações exploráveis - site alternativo
- Página do Twitter de Case